# 애자 언니 민자
《애자 언니 민자》는 2008년 4월 21일부터 2008년 10월 31일까지 방영된 SBS 일일드라마이다.

## 기획 의도
언니 민자와 동생 애자의 인생이 바뀌면서 펼쳐지는 파란만장한 이야기

## 등장 인물

### 주요 인물
- 차화연 : 주민자(48세) 역 - 애자의 언니, 채린의 어머니
- 이응경 : 주애자(45세) 역 - 민자의 동생, 복녀의 둘째 딸

### 주민자의 가족
- 정재순 : 박복녀(68세) 역 - 민자의 친정엄마
- 소이현 : 이채린(25세) 역 - 민자의 딸, 커피차 거리의 향기 소유주

### 주애자의 가족
- 이덕화 : 한범만(48세) 역 - 애자의 남편, 중견 사업가
- 송이우 : 한세아(22세) 역 - 애자의 딸, 채린의 사촌동생

### 박장현의 가족
- 한진희 : 박장현(56세) 역 - 하진의 아버지, 건설회사 회장
- 하미혜 : 하미주(52세) 역 - 하진의 어머니
- 도이성 : 박하진(29세) 역 - 다큐멘터리 작가 겸 감독, 집안의 반대에도 채린과의 사랑을 이룸.
- 시온 : 박지애(25세) 역 - 하진의 동생, 의상디자이너
- 서상원 : 박동진(19세) 역 - 하진의 동생, 늦둥이, 가수 지망생

### 이기자의 가족
- 이경실 : 이기자(45세) 역 - 민자의 시누이, 홍삼엑기스 판매점 안주인
- 유승봉 : 고만식(48세) 역 - 기자의 남편, 동네 통장, 용관장 명목상 사장
- 윤다훈 : 이달건(43세) 역 - 민자의 시동생, 천하의 사고뭉치
- 김민희 : 구원자(33세) 역 - 민자의 동서, 전직 유치원 보모 출신
- 이지우 : 이다린(7세) 역 - 달건의 딸

### 주변 인물
- 조은덕 : 충주댁(50세) 역 - 자칭 국가대표급 가정부
- 김우현 : 김준석(28세) 역 - 충주댁 아들, 세아의 애인, 사기꾼
- 임성민 : 나주리(38세) 역 - 범만의 애인, 꽃뱀
- 이지현 : 오양금(25세) 역 - 채린의 친구
- 홍석천 : 허구홍(30세) 역 - 한진의 콤비 카메라맨
- 박지연 : 맹나연(19세) 역 - 동진의 여자친구
- 이현경 : 차옥주 역 - 다린의 친엄마

### 그 외 인물
- 김현정
- 정기성 : 창우 역
- 김유현 : 수민 역
- 민준호
- 전승빈

## 결방
- 2008년 4월 24일 : 6시부터 백상예술대상 1~2부 편성으로 인해 결방
- 2008년 7월 9일 : 6시 20분부터 베이징 올림픽 D-30 특집 <가자 베이징!이루자 신화창조> 편성으로 인해 결방
- 2008년 7월 25일 : 6시 40분부터 축구 올림픽 상대팀 평가전 <온두라스 VS 인천 유나이티드> 중계방송으로 인해 결방
- 2008년 7월 31일 : 7시 40분부터 축구 올림픽대표 최종평가전 <대한민국 VS 호주> 중계방송으로 인해 결방
- 2008년 8월 6일 ~ 8월 22일 : 베이징 올림픽 중계방송으로 인해 결방
- 2008년 9월 15일 : 6시 10분부터 추석특집 <내가 진짜 스타> 편성으로 인해 결방
- 2008년 9월 19일 : 6시부터 <2008 슈퍼모델 선발대회> 1~2부 편성으로 인해 결방
- 2008년 10월 3일 : 7시부터 <2008 기아체험 24시간> 2부 편성으로 인해 결방
- 2008년 10월 14일 : 6시부터 <2008 서울 드라마 어워즈> 1~2부 편성으로 인해 결방
- 2008년 10월 16일 : 6시부터 프로야구 플레이오프 1차전 <삼성 라이온즈 VS 두산 베어스> 중계방송으로 인해 결방
- 2008년 10월 20일 : 6시부터 프로야구 플레이오프 4차전 <두산 베어스VS 삼성 라이온즈> 중계방송으로 인해 결방
- 2008년 10월 29일 : 6시부터 프로야구 한국시리즈 3차전 <SK 와이번스 VS 두산 베어스> 중계방송으로 인해 결방

## 참고 사항
- 1988년 MBC <사랑과 야망> 이후 결혼과 함께 은퇴한 차화연의 20년 만의 브라운관 복귀작이었다.[1]
- 해당 작품으로 <사랑과 야망>에서 호흡을 맞췄던 배우 차화연과 이덕화 그리고 곽영범 PD가 다시 손발을 맞추게 됐다.[2]
- 원래 제목은 <신애와 은애>였으나 캐스팅 문제로 어려움을 겪어왔다. 이에 SBS는 당초 120부작으로 기획된 해당 작품의 전작 《그 여자가 무서워》를 7편 늘린 127회로 종영시켰다. 이응경,차화연이 간신히 주역으로 발탁된 동시에[3] 배역 이름도 주애자, 주민자로 바뀌었고 제목도 <애자 언니 민자>로 변경됐다.
- 집필자 윤정건 작가(SBS 프로덕션 소속)는 같은 회사(SBS 프로덕션)에서 외주제작한 <사랑한다 웬수야>의 조기종영[4] 이후 3년 만에 집필활동을 재개했다.
- 중년의 불륜, 동생 애자가 몰래 낳아 버린 딸 채린을 키우는 민자, 이모라고 생각한 애자가 친모였다는 채린의 출생의 비밀, 부잣집 아들과 사랑에 빠져 반대에 부딪히는 채린의 상황 등 기존 드라마들에서 다뤄진 천편일률적이면서도 자극적인 상황들이 펼쳐지며 일일드라마의 한계를 드러냈다.[5]
- 해당 작품은 SBS 프로덕션에서 마지막으로 제작한 연속극이다. SBS 프로덕션은 <애자 언니 민자>를 비롯한 제작부분 쪽에서 극심한 적자를 겪어오다가 뒷날 SBS 드라마플러스로 합병됐다.[6]
- 극중 수민 역을 맡고있는 김유현은 《천하일색 박정금》에 이어 두 작품 연속으로 출연하였다.